# Historyzm (językoznawstwo)
Historyzm (słowo historyczne) – słowo określające desygnat charakterystyczny dla dawnych epok. Historyzmy (archaizmy rzeczowe) to pojęcie bliskie archaizmom (właściwym), ale te drugie różnią się od pierwszych tym, że należą do nich słowa niekoniecznie związane z realiami dawnych epok, tj. takie słowa, które zostały zastąpione innymi (neutralnymi) synonimami .
O ile archaizmy są wykorzystywane w celach stylizacyjnych (archaizacja, charakteryzacja postaci) i są właściwe dla stylu literackiego, to historyzmy pełnią nie tylko funkcję stylistyczną, lecz służą nazywaniu przedmiotów i pojęć dziś nieobecnych, w różnych typach tekstów (z jednej strony w literaturze pięknej, z drugiej – w pamiętnikach i pracach historycznych) .
Historyzmami są przede wszystkim rzeczowniki i przymiotniki, niekiedy również czasowniki i inne części mowy. Najszybciej stają się nimi wyrazy dotyczące techniki wojennej (halabarda, kirasjer), odzieży i obuwia (postoł), monet (reński, greszle), miar i jednostek wagi (piędź, wiorsta) itd. Historyzmy zachowują się najdłużej w nazwach lokalnych, utartych wyrażeniach, przysłowiach i pieśniach ludowych.